# Penaincisalia oribata
Penaincisalia oribata is een vlinder uit de familie van de Lycaenidae. De wetenschappelijke naam van de soort is voor het eerst geldig gepubliceerd in 1890 door Weymer.